# 레조 (베트남)
레조(베트남어: Lê Do / 黎槱 려유, ? ~ 1519년)는 대월 후 레 왕조의 비정통 황제(재위: 1519년)이다. 레 태종의 둘째 아들인 공왕(恭王) 레쓰엉(黎昌, 黎克昌)의 증손으로 레방의 동복동생이다.

## 생애
1519년, 찐뚜이가 레방을 폐위하고 레조를 옹립하였고, 연호를 티엔히엔으로 하였다. 자렴현(慈廉縣)에 행전(行殿)을 건축하였다.
같은 해 레 소종이 막당중을 파견해 토벌하였고, 막당중은 보제진(菩提津)에서 찐뚜이를 크게 격파하였다. 찐뚜이는 레조를 데리고 안랑현(安朗縣)으로 물러났다. 막당중의 부(部)와 찐뚜이는 자렴현에서 다시 교전하였는데, 막당중이 댐의 둑을 무너뜨려 찐뚜이의 군사를 크게 격파하였고, 레조를 사로잡아 죽였다.